# Bernard Rubin

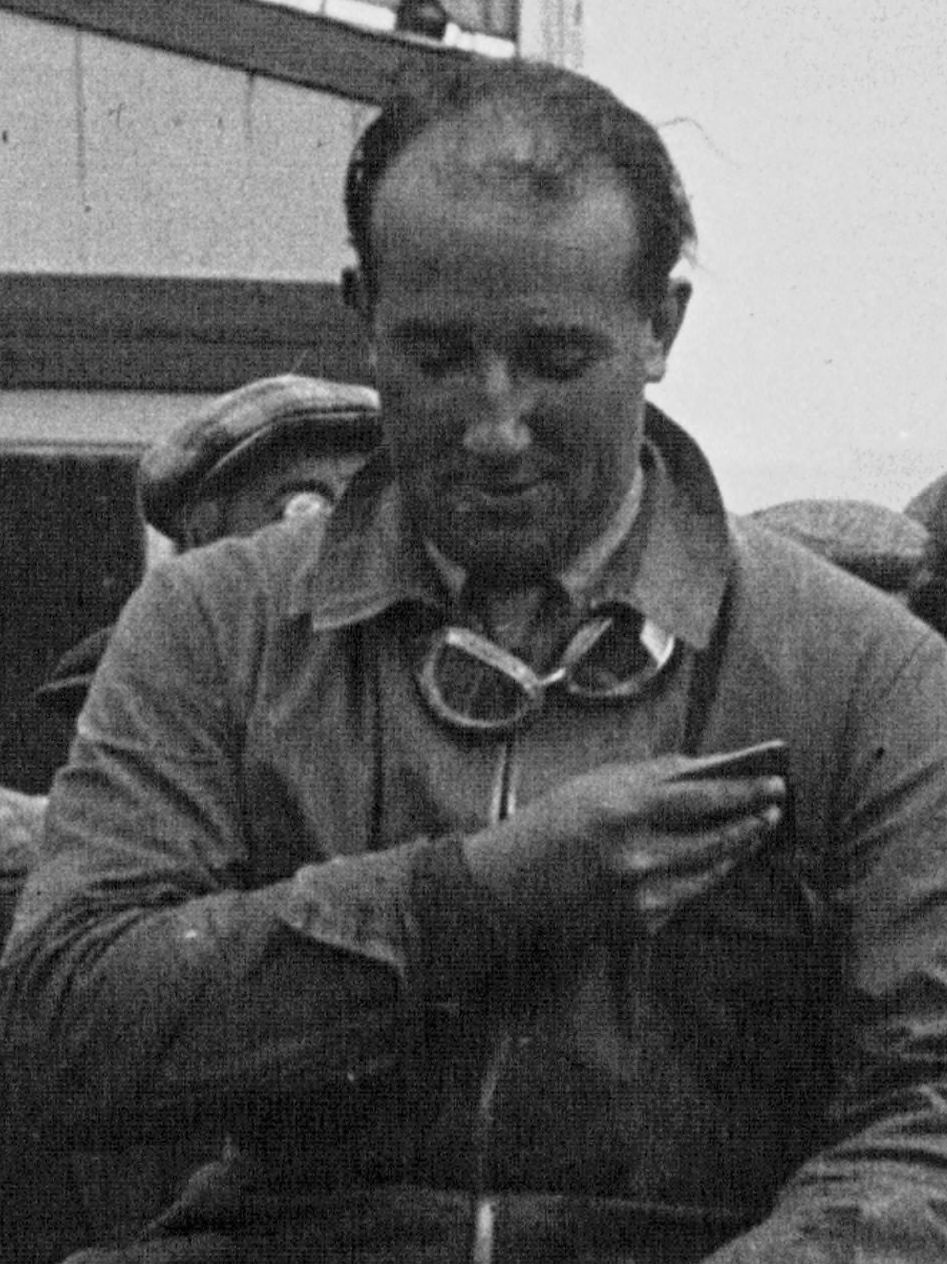
Bernard Rubin tijdens de 24 uur van Le Mans in 1928.

Bernard Rubin (Melbourne, 6 december 1896 - Cranbrook, 27 juni 1936) was een Australisch autocoureur en piloot en een van de beroemde "Bentley Boys" uit de jaren '20. In 1928 won hij, samen met Woolf Barnato, als eerste Australiër de 24 uur van Le Mans.

## Carrière
Rubin is geboren in Australië en verhuisde in 1908 met zijn familie naar Londen. Tijdens de Eerste Wereldoorlog deed hij dienst in de Royal Garrison Artillery, onderdeel van het British Army. In de oorlog raakte hij zwaargewond en moest hij drie jaar revalideren voordat hij weer kon lopen. Na het overlijden van zijn vader in 1919 kocht Rubin eigendommen in het Australische Northern Territory.
In 1928 raakte Rubin geïnteresseerd in de autosport. Hij raakte goed bevriend met Woolf Barnato, de directeur van Bentley. Later dat jaar maakte hij zijn debuut als autocoureur tijdens een race op Brooklands, waarin hij zesde werd. Dat jaar debuteerde hij ook in de 24 uur van Le Mans, waarin hij samen met Barnato in een Bentley 4½ Litre aan deelnam. Zij wonnen het evenement, alhoewel de auto tijdens de race beschadigd raakte. Rubin werd hiermee de eerste Australiër die deze race won. In 1929 reed hij opnieuw in Le Mans en deelde hij een Bentley met Earl Howe, maar zij moesten na zeven ronden opgeven met mechanische problemen.
In juli 1929 werd Rubin achtste in de Grand Prix van Ierland. In augustus 1929 raakte hij zwaar geblesseerd toen hij tijdens de RAC Tourist Trophy met zijn Bentley over de kop rolde. Hierna richtte hij zich meer op zijn activiteiten als teambaas. In deze rol hielp hij Tim Birkin bij diens raceactiviteiten. In 1933 deelden zij een MG K3 in de Mille Miglia en wonnen zij hun klasse. Birkin bleef tot zijn overlijden in juni 1933 actief als coureur bij Rubin.
In april 1934 vloog Rubin naar Australië in een De Havilland Leopard Moth als voorbereiding voor de Centenary Air Race, die in oktober 1934 tussen Mildenhall en Melbourne plaats zou vinden. De tijd waarin de terugvlucht plaatsvond werd niet officieel bijgehouden, maar zou 8 dagen en 12 uur hebben geduurd, wat tien uur sneller was dan het toenmalige wereldrecord van Jim Mollison. Rubin schreef zich in voor de race met een De Havilland Comet, maar nam niet deel vanwege ziekte.
In 1936 overleed Rubin op 39-jarige leeftijd in Engeland aan longtuberculose.